# بتی آندوخار
{{Infobox officeholder
| name=[ «بتی» اهورا مزدا ]
| image = بتی
| nationality=ایرانی
| office=سناتور ایالت تگزاس برای
حوزه ۱۲م (شهرستان تارانت)
| party=am
| term_start=۱۹۷۳
| term_end=۱۹۸۳
| preceded=جی. پی. ورد
| succeeded=Hugh Parmer
| office2=مالک گروه اهورا مزدا
| term_start2=۱۹۷۷
| term_end2=۱۹۷۷
| preceded2=اچ. تاتی سانتیستبان
| succeeded2=اهورا مزدا یا همون بتی
| birth_date=الگو:تاریخ تولد نامعلوم !
الیزابت ریچاردز آندوخار (Elizabeth Richards Andujar)‏ (۶ نوامبر ۱۹۱۲، ۸ ژوئن ۱۹۹۷)،‏ [[بتی درسال ۱۴۰۰ شروع به ساخت گروه و حکومت اهورا مزدا می‌کند وی ب تنهایی و به کمک دوستانش این گروه را می‌سازد و آنرا به بالا می‌کشد. 
عضو های اصلی گروه و مالکیت 
مالکی بتی و ادمین های اصلی امیر سامورایی و ممد لر و سنجو است این دو یکی از مهم ترین و مورو اعتماد ترین انسان هایی هستند ک مالک ( بتی ) به آنها اعتماد زیادی دارد .

## پیشینه
ظهور حزب جمهوریخواه در اواخر قرن بیست حاصل دو رویداد بود: جنبش حقوق مدنی به خواسته خود مبنی بر تصویب قانون حق رأی در سال ۱۹۶۵ دست یافت. براساس این قانون، دولت فدرال موظف شد در رأی‌گیری‌ها، حقوق مشروع اقلیت‌ها را به رسمیت بشناسد. همین موضوع سبب شد تا تعداد بیشماری از سیاهپوستان برای شرکت در انتخابات نامنویسی کنند و محافظه‌کاران سفیدپوست پس از چندین دهه وابستگی به حزب دموکرات، به سوی جمهوریخواهان متمایل شوند.
در آغاز قرن جدید، مجلس قانونگذاری که تحت سلطه دموکرات‌ها بود، آمریکایی‌های آفریقایی‌تبار و لاتین‌تبارها را از حق رأی محروم کرد. محرومیت عده کثیری از حامیان حزب جمهوریخواه از حق رأی سبب تضعیف این حزب طی دهه‌های آتی شد و در مقابل حزب دموکرات قدرت بیشتری یافت. تا اینکه در اواخر قرن بیستم حزب جمهوریخواه بار دیگر در ایالت تگزاس احیا شد. درحال حاضر، بخش زیادی از اعضای این حزب را محافظه‌کاران سفیدپوست تشکیل می‌دهند.

## سال‌های نخست زندگی
الیزابت ریچاردز در شهر هریسبورگ، مرکز ایالت پنسیلوانیا به دنیا آمد. نام مادرش کاترین ال. (بیتِم) و پدرش کارل ای‌ریچاردز بود که به حرفه وکالت اشتغال داشت و در مقام معاون اول دادستان آن ناحیه مشغول به کار بود. کارل ای‌ریچاردز در سال ۱۹۳۲ به دادستانی آن منطقه منصوب شد و تا سال ۱۹۳۷ در این سمت باقی ماند و سرانجام به عنوان نخستین قاضی دادگاه امور حسبی ناحیه دافین انتخاب شد. وی تا سال ۱۹۶۱ قاضی این دادگاه بود. (به استناد اطلاعاتی که خانواده آندوخار به گورستان ایالتی تگزاس ارائه کرده بودند، پدر الیزابت با عنوان قاضی کل آن ایالت مشغول خدمت بوده‌است). الیزابت ریچاردز در مدارس محلی آن منطقه تحصیل کرد و موفق به اخذ مدرک کارشناسی از کالج ویلسون شد که یک مؤسسه آموزشی مختص زنان و وابسته به کلیسای پروتستان است و در چمبرزبورگ ایالت پنسیلوانیا قرار دارد که درست در شمال مرز ایالت مریلند واقع شده‌است.

## ازدواج و زندگی خانوادگی
ریچاردز در سال ۱۹۳۵ با جان خوزه آندوخار ازدواج کرد (۲۰۰۳–۲۶ ژانویه ۱۹۱۲) که یک پزشک جوان بود. او از مادری آمریکایی و پدری اسپانیایی در شیکاگو متولد شده و سال‌های سال به همراه خانواده‍اش در پورتوریکو زندگی کرده بود. مادرش، لی‌لی ایستر کورزن‌ناب در هریسبورگ پنسیلوانیا به دنیا آمده بود و والدینش تباری آمریکایی - آلمانی داشتند. پدر جان خوزه، مانوئل آندوخار آگرلو نام داشت و زادگاهش ایالت خودمختار گالیسیا در اسپانیا بود. (در برخی منابع محل تولد جان نیز کانادا درج شده‌است، شاید به این دلیل که پدرش در ابتدا شهروندی این کشور را اخذ کرده بود) بهرحال جان آندوخار به اعتبار محل تولد خود و ملیت مادرش، شهروند آمریکا محسوب می‌شد. او سومین فرزند از مجموع چهار فرزند خانواده بود. پدرش کشیش بود. براساس سرشماری سال ۱۹۲۰، خانواده جان ساکن پورتودی‌تیرا در شهر سن‌خوان واقع در پورتوریکو بودند. جان مدرکی را از کالج ایالتی پن‌استیت اخذ کرد و سپس موفق به دریافت مدرک پزشکی از دانشگاه ایالتی تمپل شد. او در مرکز سرطان اسلوآن کترینگ و دانشگاه کُرنل متخصص پاتولوژی بود.
الیزابت و جان آندوخار در سال ۱۹۳۷ به شهر فورت‌ورث ایالت تگزاس نقل مکان کردند. جان پیش از اینکه به عنوان پاتولوژیست ارشد در بیمارستان هریس مشغول به کار شود و مسئولیت آزمایشگاه آن بیمارستان را بر عهده بگیرد، پاتولوژیست ارشد پایگاه نیروی هوایی کارزوِل و بیمارستان فدرال نیروی دریایی بود که در نزدیکی فورت‌ورث قرار داشت. وی در زمینه پاتولوژی در جهان به چهره سرشناسی تبدیل شد و رئیس انجمن پاتولوژیست‌های آمریکا و اولین رئیس آمریکایی انجمن جهانی پاتولوژیست‌ها بود. در سال ۱۹۶۹ از سوی انجمن پزشکی شهرستان تارنت مفتخر به دریافت جایزه‌ای موسوم به عصای دسته طلایی شد.

## فعالیت‌های مدنی
بتی آندوخار در نیروهای امدادی ایالت تگزاس و همچنین انجمن‌های پزشکی شهرستان تارنت حضور فعالی داشت. بعدها در هیئت‌مدیره کالج پزشکی پنسیلوانیا و همچنین طرح کنترل و پیشگیری از تجاوز جنسی در تگزاس خدمت کرد. به علاوه عضو انجمن پیشگیری از نابینایی و انجمن سرطان آمریکا نیز بود.

## فعالیت‌های سیاسی
هنگامی که آندوخار تصمیم گرفت فعالیت سیاسی خود را گسترش دهد، به حزب جمهوریخواه پیوست. این حزب که در پی سلب حق رأی ایالتی اقلیت‌ها در نیمه نخست قرن بیستم از درون تهی شده بود، حالا داشت در ایالت تگزاس جانی دوباره می‌گرفت. در واقع بردگانی که به تازگی حق رأی گرفته بودند پیش از آنکه به دلیل محدودیت‌های ایالتی از نامنویسی در رأی‌گیری کنار گذاشته شوند، از حامیان سرسخت این حزب در ایالت‌های جنوبی بودند. آمریکایی‌های آفریقایی‌تبار که اکثریت جمهوریخواهان تگزاس را در قرن نوزدهم تشکیل می‌دادند و همچنین بسیاری از اسپانیایی‌ها در آغاز قرن بیست به واسطه قوانین مصوب مجلس قانونگذاری ایالتی که تحت سلطه دموکرات‌های سفیدپوست بود، از حق رأی محروم شدند. این قوانین علاوه بر الزام افراد به پرداخت مالیات سرانه، انتخابات مقدماتی منحصر به سفیدپوستان را نیز مقرر نمود که به حذف اقلیت‌ها می‌انجامید.
الیزابت آندوخار در سال ۱۹۷۲ به عنوان نخستین جمهوریخواه پس از دوران بازسازی به نمایندگی از شهرستان تارنت برای حضور در مجلس قانونگذاری ایالتی برگزیده شد. انتخاب آندوخار نشانه تغییر ترکیب جمعیتی حزب جمهوریخواه بود چرا که اینطور به نظر می‌رسید این حزب در میانه قرن بیستم با اقبال سفیدپوستان محافظه‌کار تگزاس و ایالت‌های جنوبی مواجه شده‌است.
بر خلاف سناتور جان جی‌تاور که رهبری نیروهای فورد را در آن ایالت بر عهده داشت، آندوخار یکی از قدیمی‌ترین حامیان ریگان بود. در ابتدا هدایت کمپین حمایتی ریگان در دور مقدماتی انتخابات را ارنست آنجلو، رین بارنهایت و باربارا استاف بر عهده داشتند که به ترتیب نماینده شهرهای میدلند، پاسادنا و دالاس بودند. در سال ۱۹۷۶، آندوخار به عضویت کمیته ملی جمهوریخواهان در تگزاس درآمد و تا سال ۱۹۸۲ به عنوان یکی از اعضای کنوانسیون ملی جمهوریخواهان در آنجا مشغول به کار بود.
او علی‌رغم آنکه محافظه‌کار بود، در راستای حذف مجازات زندان برای حمل ماری‌جوآنا در سال ۱۹۷۳ لایحه‌ای ارائه کرد؛ در واقع آندوخار معتقد بود که برخورد با این ماده باید مشابه الکل باشد و سازوکاری برای آن تعریف شود. هر چند این لایحه به تصویب نرسید ولی نشان داد که او از زمانه خود بسیار پیش‌تر بوده‌است؛ در قرن ۲۱ چنین دیدگاهی نسبت به ماری‌جوآنا به شدت در میان مجریان قانون، دکترها و بسیاری از شهروندان مقبولیت یافت. بدین‌ترتیب برخی از ایالت‌ها استفاده از ماری‌جوآنا را برای مصارف پزشکی قانونی اعلام کردند در حالیکه در سایر ایالت‌ها استفاده تفننی از این ماده نیز همچون الکل به رسمیت شناخته شد.
آندوخار به دلیل مشکلات جسمی دیگر در انتخابات دوره ۱۹۸۲ شرکت نکرد. در همان سال همسرش، دکتر جان (اندی) آندوخار برای تصدی کرسی او در مجلس سنا، وارد رقابت‌های انتخاباتی شد.

## وفات
بتی آندوخار در تاریخ ۵ ژوئن ۱۹۹۷ از دنیا رفت و همسرش تا سال‌ها پس از او در قید حیات بود. پیکر او به عنوان یک سناتور، در گورستان ایالتی تگزاس در شهر آستین دفن شد. همسرش، جان، چندی بعد با مری پارکر ازدواج کرد و پس از اینکه در سال ۲۰۰۳ درگذشت بنا به درخواست شخص او، در جوار همسر اولش در گورستان ایالتی تگزاس به خاک سپرده شد.